# Socetu
Socetu – wieś w Rumunii, w okręgu Teleorman, w gminie Stejaru. W 2011 roku liczyła 868 mieszkańców.